# Parcul Carol I
Parcul Carol I, numit Parcul Libertății în anii 1948-1991, numit Parcul Filaret la începutul secolului al XX-lea, este un parc amplasat în sectorul 4 al Bucureștiului, pe Dealul Filaretului. 

## Istorie
Inițiativa de amenajare a Parcului Carol I i se datorează exclusiv lui Ion N. Lahovari, ministrul domeniilor în Guvernul George Gr. Cantacuzino (2), pentru a sluji ca loc principal de organizare a „Expoziției Generale Române, cu prilejul celor 40 de ani de domnie glorioasă a M.S.R Carol I”.

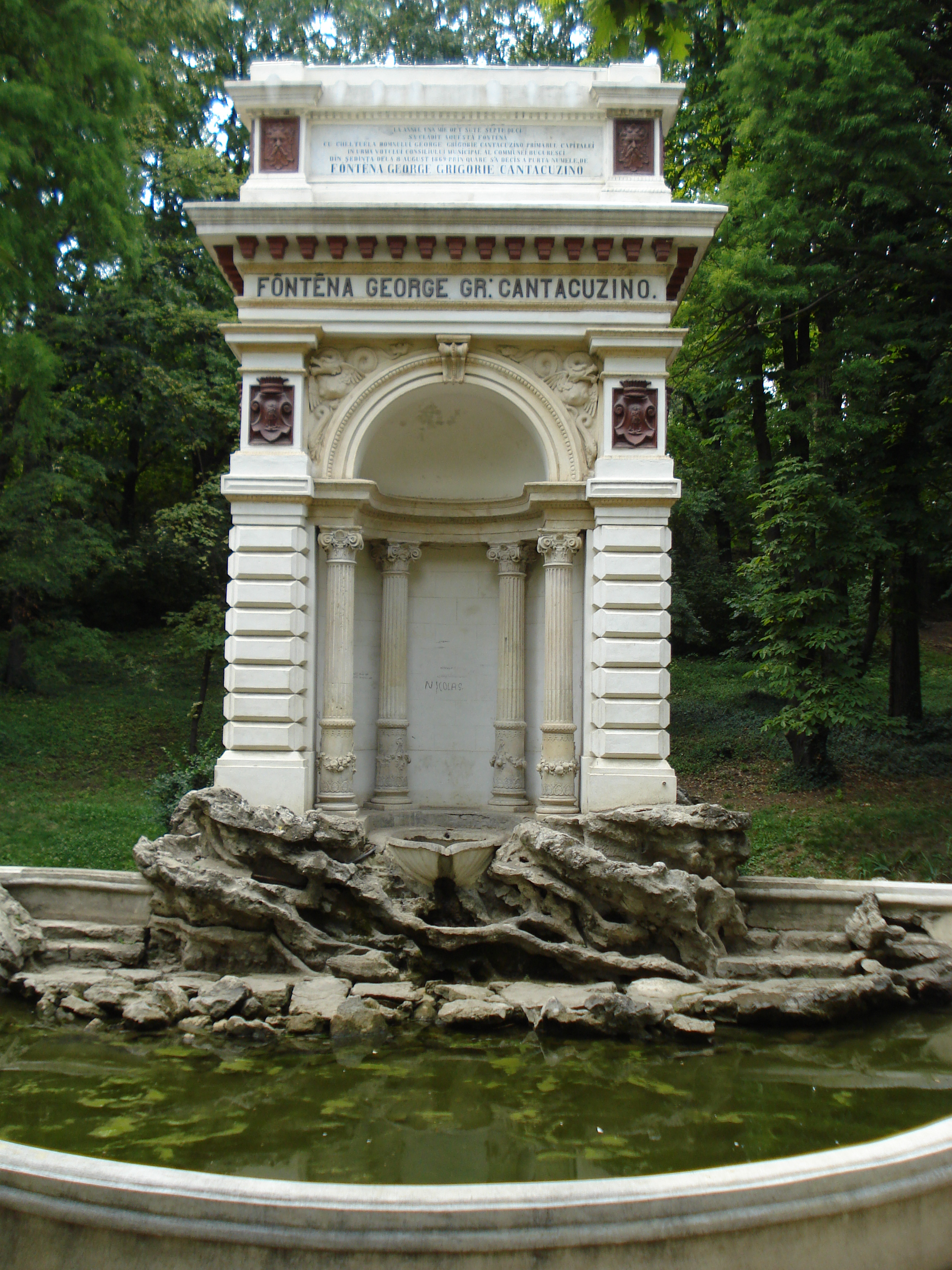
Fântâna Cantacuzino

Parcul a fost amenajat între anii 1900-1906 după planurile arhitectului peisagist elvețian francez Eduard Redont și a fost inaugurat în 1906 pentru a sărbători 40 de ani de domnie a regelui Carol I. Cu această ocazie a fost organizată o expoziție jubiliară, în care a fost prezentat și parcul Libertății. Comisarul general al organizării parcului a fost omul de știință Constantin I. Istrati (1850 - 1918), profesor universitar și academician.
Prima săpătură la terasamente a fost făcută la 15 iunie 1905. Lucrările de amenajare au impus mutarea din loc a circa 575.000 metri cubi de pământ, pentru săparea lacului, pentru arene, pentru modelarea terenului după plan.
Suprafața inițială a parcului a fost de 36 ha, suprafața totală atingând în final 41 hectare; pe 2 ha din suprafața totală a fost amenajat un mic lac de agrement. Parcul este amenajat în stil mixt, cu o latură peisagistică dominantă, vegetația fiind amplasată în jurul Aleii Centrale - construită într-un stil geometric. Sub grija grădinarilor horticultori Samuel și Louis Leyvraz au fost plantați 4.206 de arbori mari, 5.983 arbori coniferi, 48.215 arbuști precum și numeroase plante și flori.

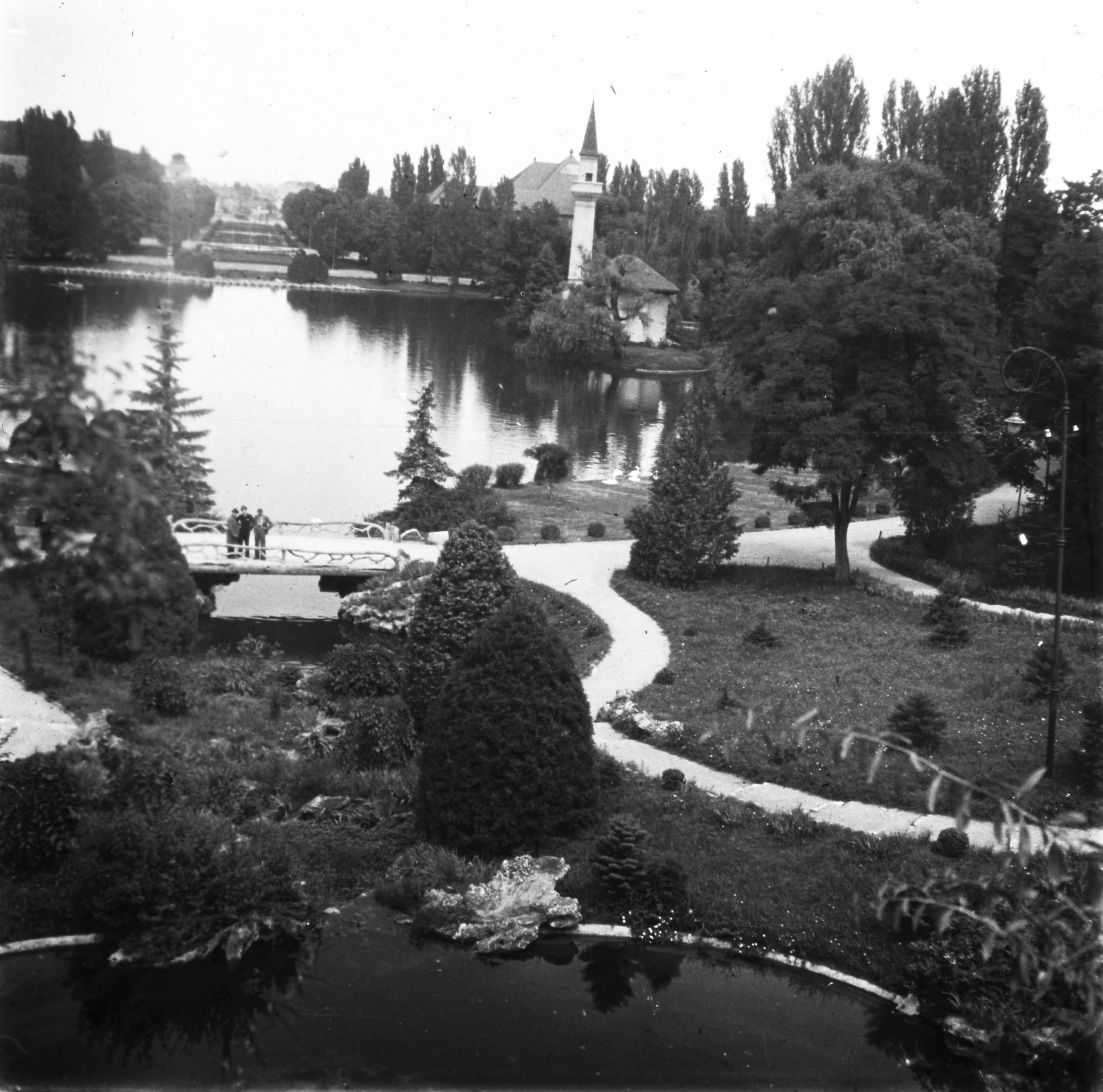
Vechea moschee din parc.

Parcul conținea și o mică grădină zoologică, ale cărei elemente au fost ulterior transferate la grădina zoologică Băneasa, precum și câteva pavilioane expoziționale și clădiri anexate acestora. Conform planurilor întocmite de Ștefan Burcuș, Victor G. Ștefănescu, Ion D. Berindey a fost construit un castel de apă, denumit Cetatea lui Vlad Țepeș. În fața Palatului Artelor, devenit ulterior Muzeul Militar până în 1938, an în care palatul a luat foc și a fost demolat după cutremurul din 1940, a fost construită o cascadă mare după planurile arhitecților Petculescu și Schindl. Cascada era străjuită de 3 sculpturi efectuate de Filip Marin, Dimitrie Paciurea și Frederic Storck. Cele 3 sculpturi sunt Frumoasa adormită și 2 sculpturi care reprezintă 2 tineri nud, cunoscute sub denumirea de Giganții. După construirea Mausoleului, giganții au fost mutați pe marginea aleii Centrale a parcului, aproape de intrarea dinspre Piața 11 iunie, iar frumoasa adormită a fost mutată în Parcul Herăstrău.
În interiorul parcului au fost construite Arenele Romane, un complex destinat spectacolelor în aer liber, și o moschee în apropierea lacului de agrement. Moscheea a funcționat ca locaș de cult al comunității musulmane până în anul 1959 când a fost demolată și reconstruită în 1960 pe strada Constantin Mănescu, la Piața Eroii Revoluției unde se află în prezent.

## Parcul în anii dictaturii comuniste
În perioada așa-zisei „democrații populare” condusă de nomenclatura regimului comunist, între anii 1960-1963, Parcul Carol, care imediat după 1947 fusese redenumit «Parcul Libertății», a suferit schimbări importante. Majoritatea monumentelor au fost demolate iar unele au fost mutate cum a fost cazul moscheii «Hunchiar-Regele Carol I», aflată astăzi în Piața Pieptănari. Esplanada a fost lărgită, devenind monumentală. La capătul ei, pe locul Muzeului Militar (fostul Palat al Artelor), a fost construit sub coordonarea arhitectului Ovidiu Maitek (n.1925) Mausoleul din Parcul Carol, care s-a numit pe vremea aceea „Monumentul eroilor luptei pentru libertatea poporului și a patriei, pentru socialism”.

## Parcul Carol I după 1990
În anul 2004, Guvernul Adrian Năstase a decis „transmiterea terenului în suprafață de 52.700 de metri pătrați, situat în Parcul Carol, în administrarea Patriarhiei Române (...)” pentru a se construi acolo Catedrala Mântuirii Neamului Românesc, pe locul ocupat de Mausoleu, care urma să fie demolat și mutat în Parcul Tineretului. Traian Băsescu, în calitate de primar al Capitalei, s-a opus, s-a judecat și a câștigat procesele cu autoritățile (Primăria sectorului 4 și Consiliul general) care au emis autorizații pentru construirea Catedralei, astfel că ideea a fost abandonată și s-a ales alt amplasament pentru catedrală.
Fostul castel de apă, denumit Castelul lui Țepeș Vodă, deoarece se intenționa să fie o reconstituire a Cetății Poenari, a devenit sediul Oficiului Național pentru Cultul Eroilor.

## Monument istoric
Parcul Carol este înscris pe Lista monumentelor istorice din 2015 (Ordinul nr. 2314 din 8 iulie 2004 privind aprobarea Listei monumentelor istorice, actualizată, și a Listei monumentelor istorice dispărute) la poziția cod LMI B-II-a-A-19016 (monument istoric grupa A).

## Obiective turistice

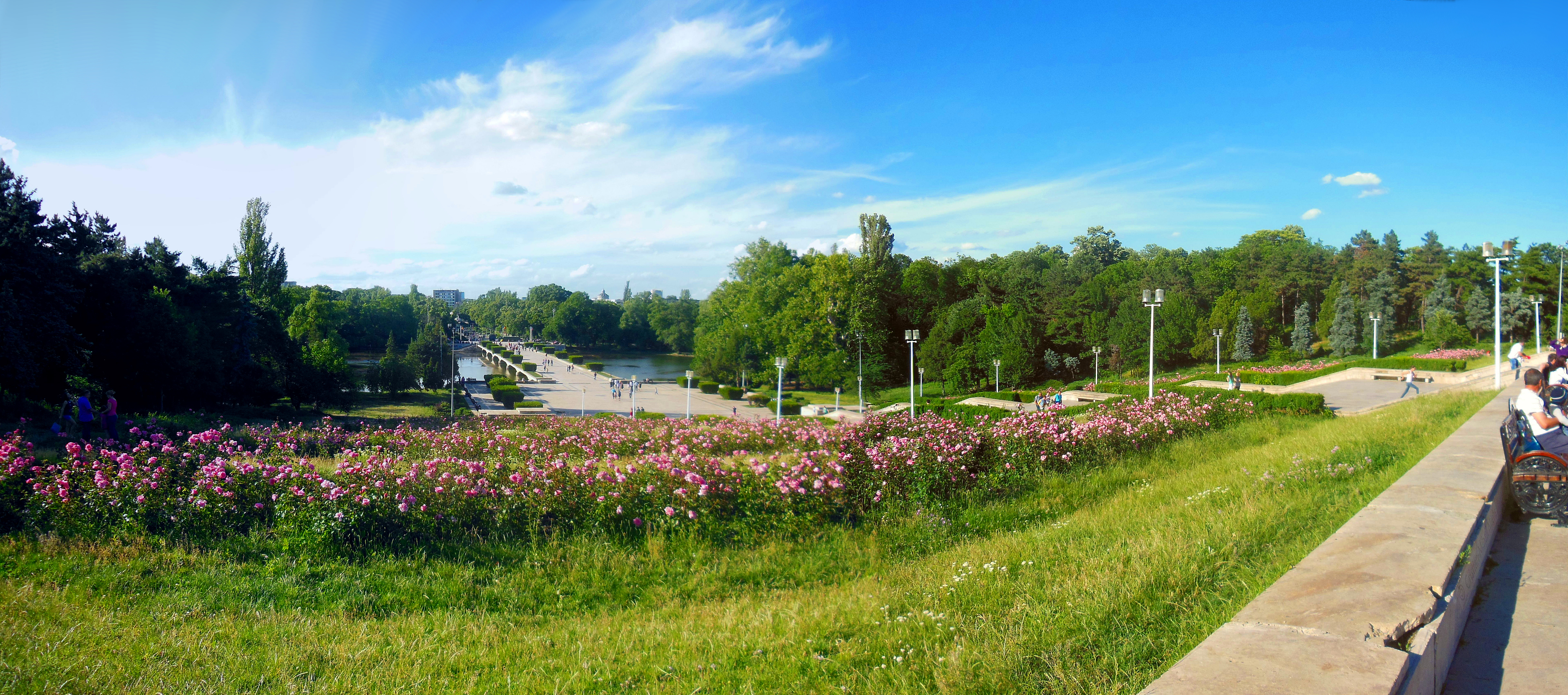
Parcul Carol din București - aleea principală văzută de pe platoul din fața Mausoleului

- Mausoleul din Parcul Carol (1962), opera arhitecților Horia Maicu și Vasile Cucu;
- Fântâna George Grigorie Cantacuzino, realizată în stil neoclasic în anul 1870;
- Statuile Giganții
- Monumentul Eroului Necunoscut, adus de la Mărășești în 1991;
- Muzeul National Tehnic Prof. ing. Dimitrie Leonida, inaugurat în anul 1909;
- Fântâna Zodiac
- Fântâna 1906
- Institutul Astronomic al Academiei Române
- Arenele romane, cu o capacitate de 5000 de locuri.
- Statuia doctorului Constantin I. Istrati
- Castelul Vlad Țepeș

## Obiective dispărute
- Palatul Artelor (până în 1938 Muzeul Militar)
- Moscheea Carol-Hunchiar

## Galerie de imagini

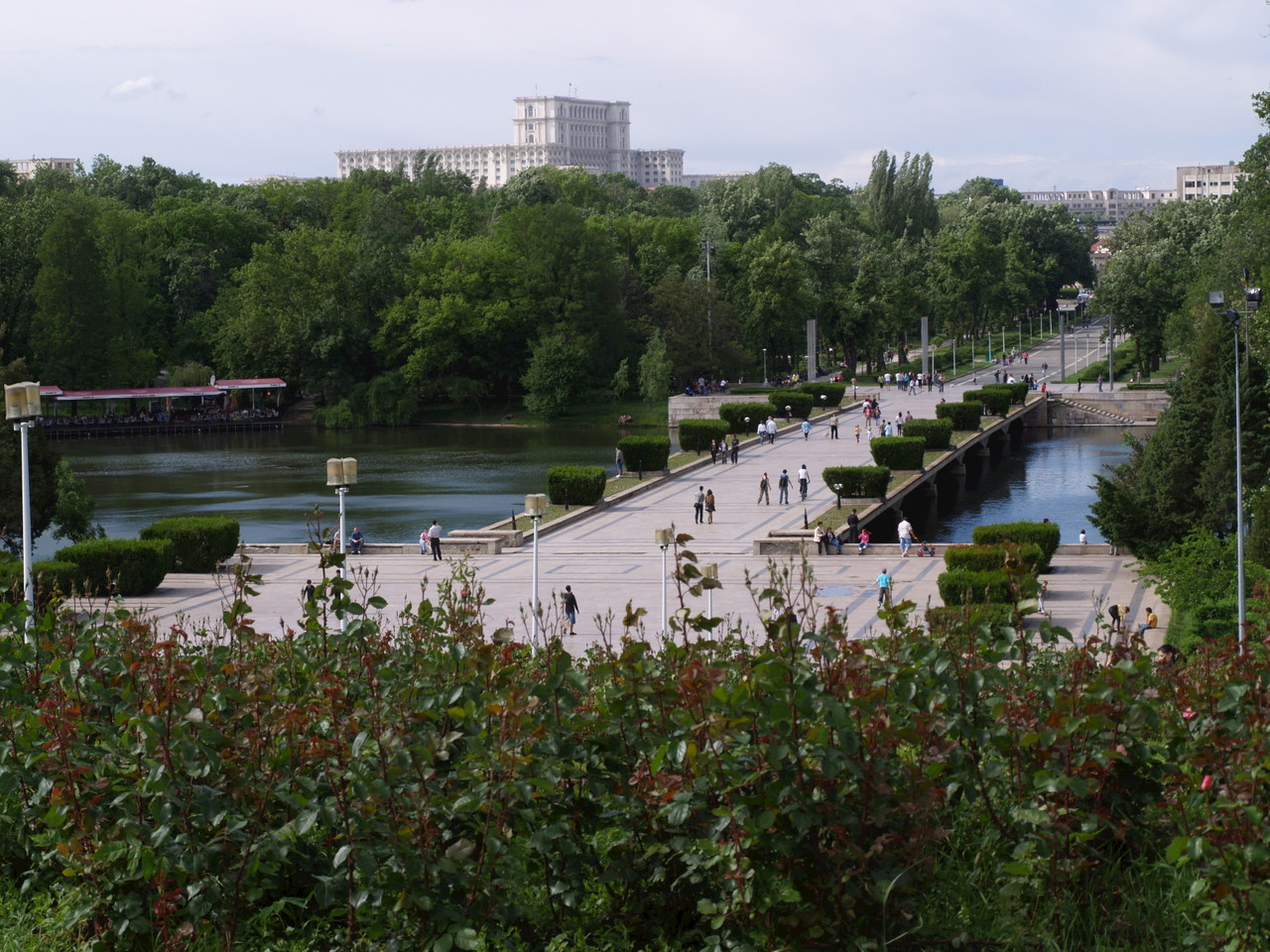
Aleea principală
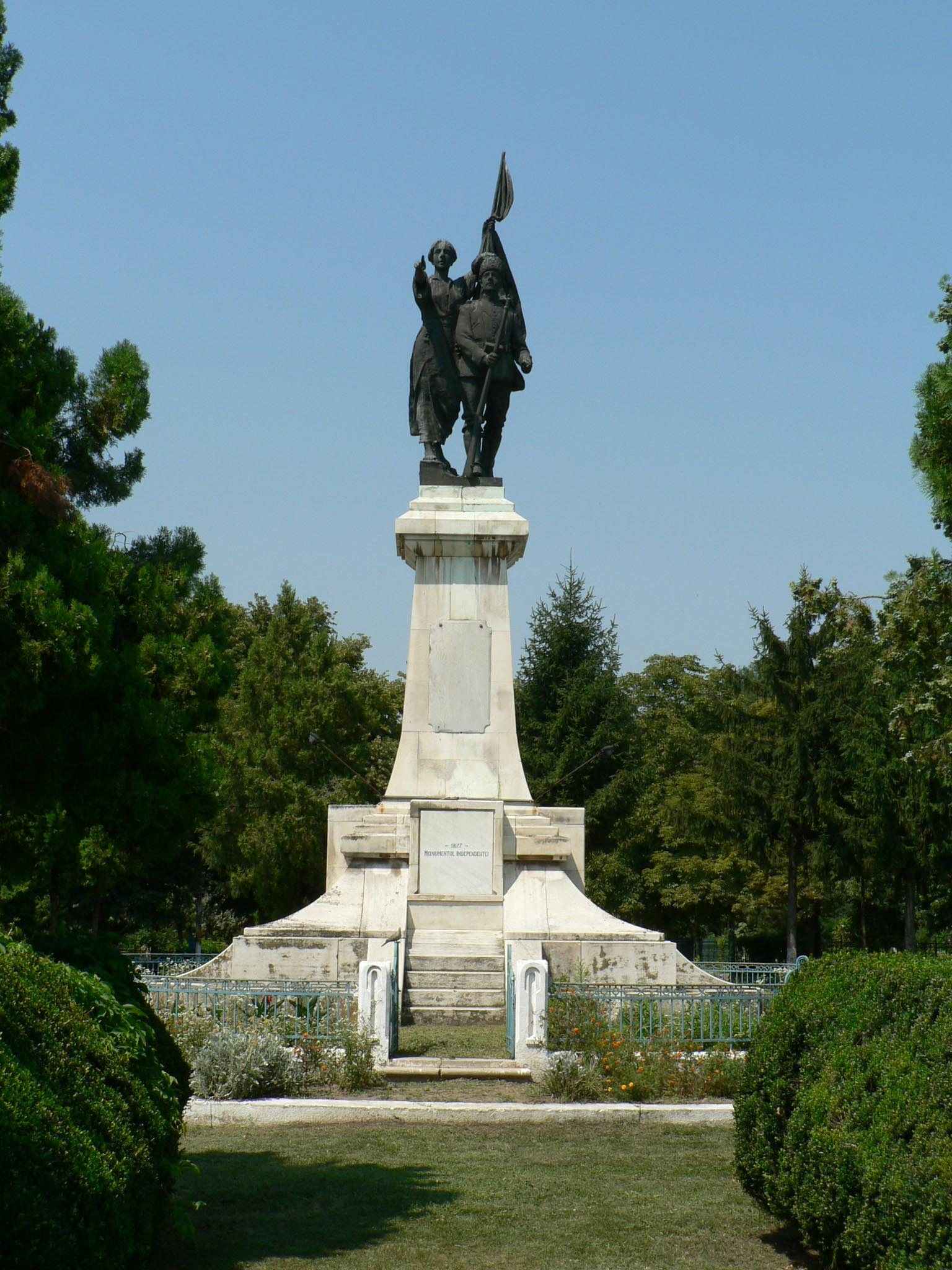
Monumentul eroilor, cunoscut și ca Mausoleul din Parcul Carol
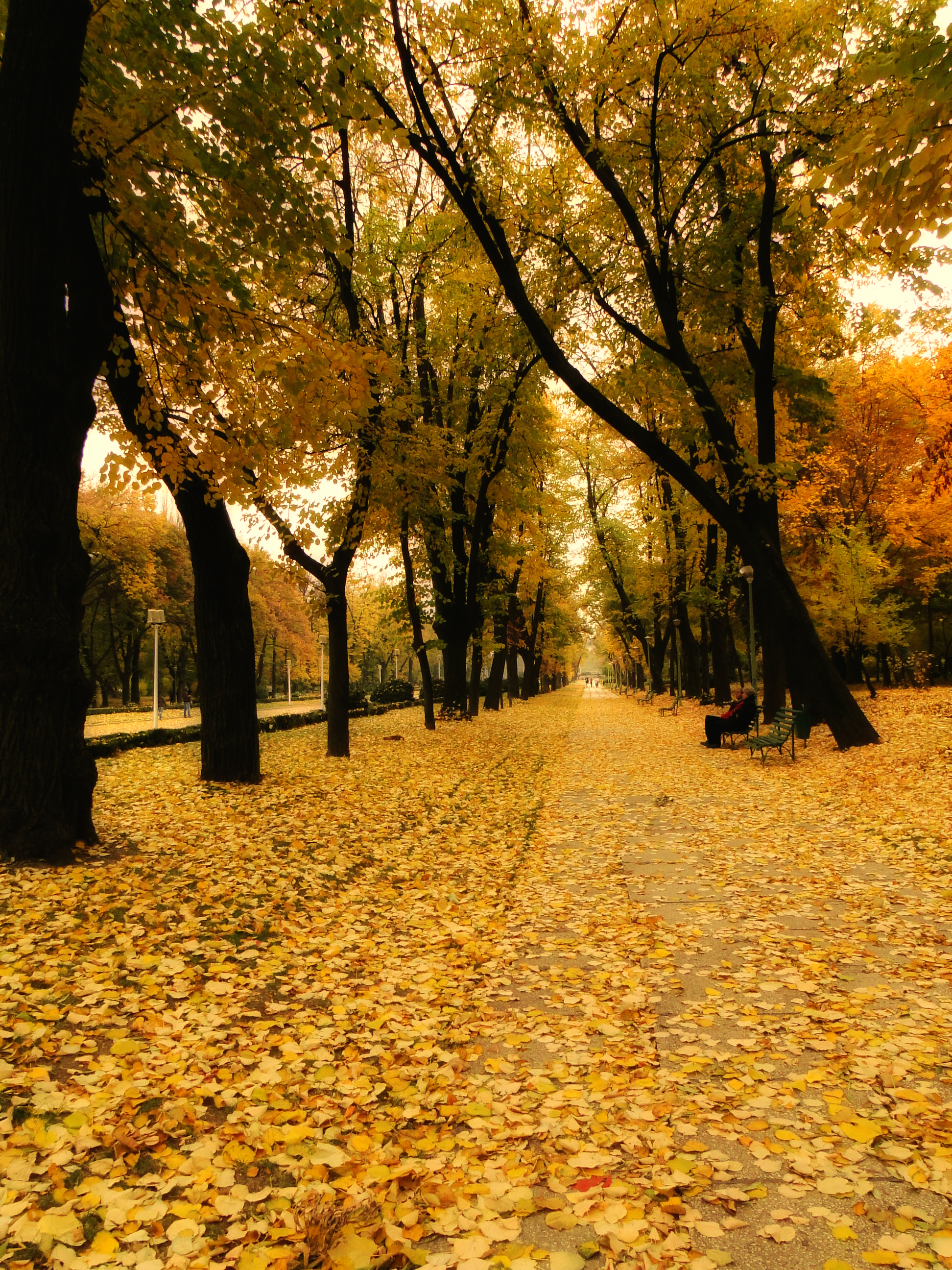
Toamna în Parcul Carol
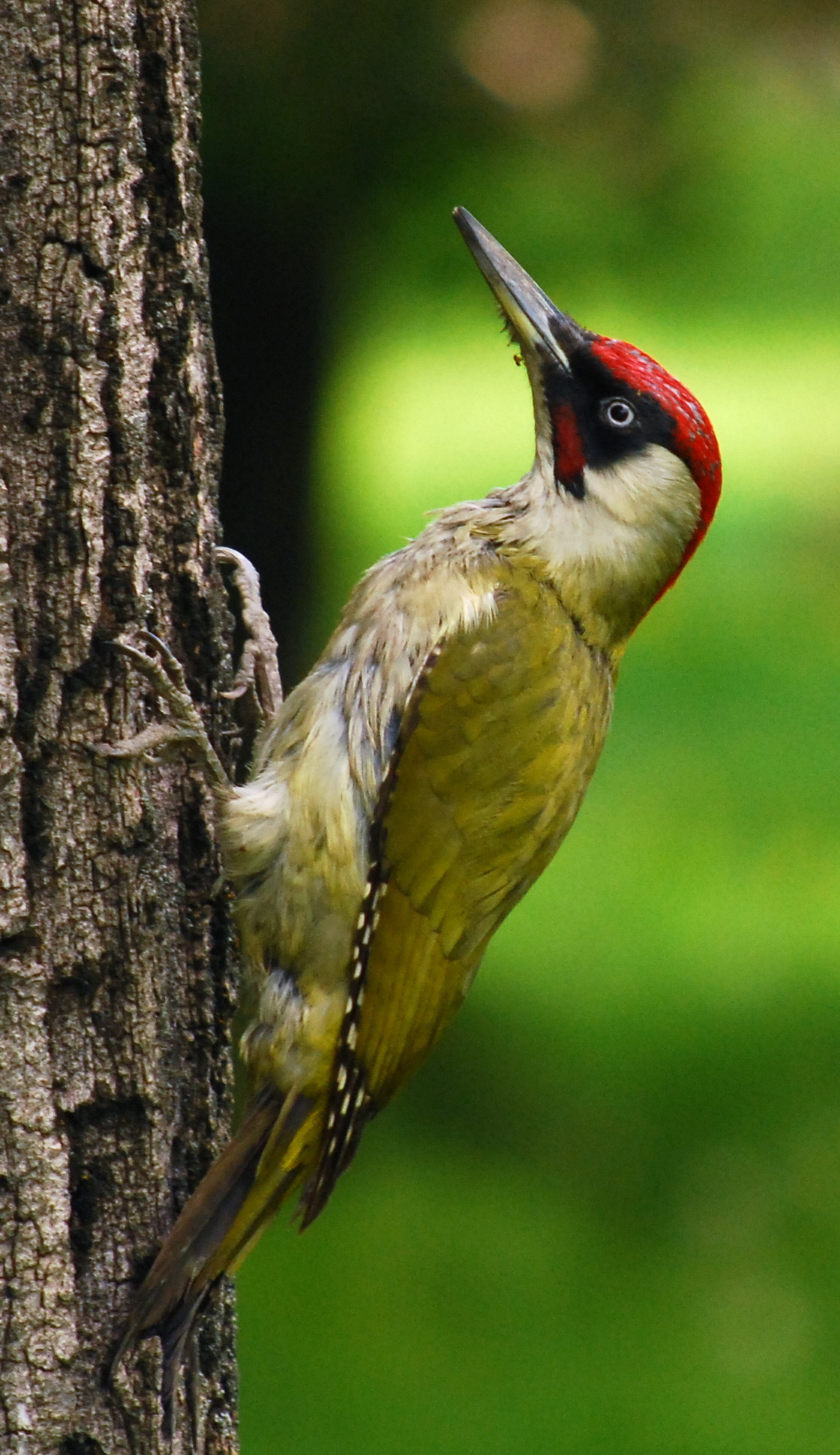
Ciocănitoare în Parcul Carol